# Île de la Rose (micronation)
Pendant une courte période, la République espérantiste de l'île de la Rose (en espéranto : Esperantista respubliko de la Insulo de la Rozoj) a existé  du 1er mai au 24 juillet 1968 en tant que micronation au large de la côte de la province italienne de Forlì dans la mer Adriatique.

## Histoire
L'affaire débute en 1964, quand un ingénieur italien, nommé Giorgio Rosa, reçoit la permission de tester une nouvelle technique pour la construction d'une grande plateforme de 400 m2 dans la mer Adriatique, à quelques kilomètres de la côte italienne. Cette île artificielle est soutenue par des colonnes fortifiées s'appuyant sur le fond de la mer.
Le 1er mai 1968, l'île artificielle déclare son statut d'État indépendant. L'évolution de la plateforme et ses utilisations scientifiques sont restées mal connues, mais il semble qu'il y a eu un restaurant, une boîte de nuit, un magasin de souvenirs et un bureau de poste, ainsi que, peut-être, une station de radio enfreignant les lois italiennes. Il semble aussi qu'un petit groupe d'individus avait racheté l'île à Giorgio Rosa.
La souveraineté de l'île est marquée par la frappe d'une monnaie, d'un timbre postal, et la création d'un nouveau drapeau (le drapeau est de couleur orange, avec en son centre un bouclier blanc orné de trois roses). Le nom officiel du nouveau pays est Esperantista respubliko de la Insulo de la Rozoj, en espéranto, qui est la langue officielle, afin de montrer le caractère international de l'île. Le nom est par ailleurs choisi en référence au patronyme de Giorgio Rosa, qui signifie « Rose » en italien (le nom en espéranto utilise toutefois le pluriel, rozoj, de même que pour la traduction italienne, rose).
Le gouvernement italien, cependant, n'apprécie pas la constitution de ce nouveau pays, situé à seulement 12 km des côtes de Rimini, dans les eaux internationales et à 500 m au-delà des eaux italiennes,. Le 25 juin 1968, des représentants officiels du gouvernement italien viennent sur la plateforme et en prennent le contrôle. Le 13 février 1969, et contrairement à la volonté des propriétaires, la plateforme est détruite,,,,,,,.

## Adaptation en film
La plateforme Netflix annonce la production de L'Incroyable Histoire de l'Île de la Rose (L'incredibile storia dell'Isola delle Rose), un film en italien, sur l'aventure de l'Insulo de la Rozoj. Le tournage commence en septembre 2019 et le film sort en décembre 2020,.

## Photos

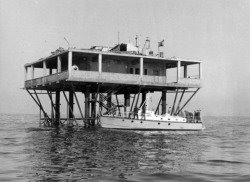
Île de la Rose (1968).
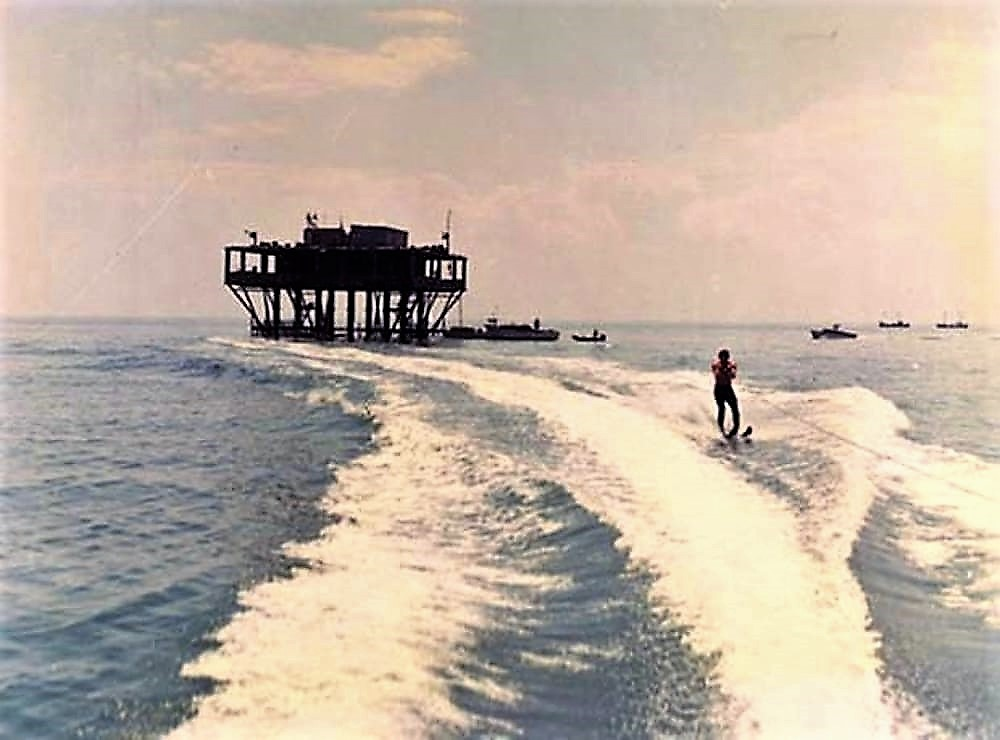
Ski nautique près de l'Île de la Rose (1968).
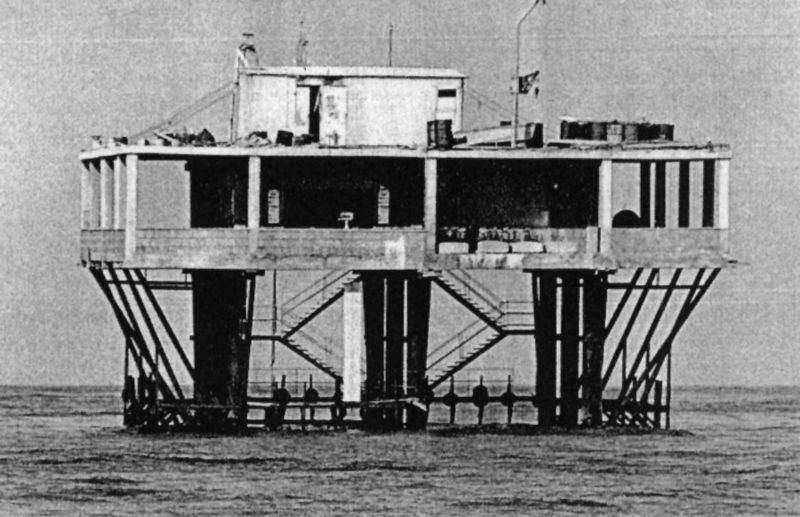
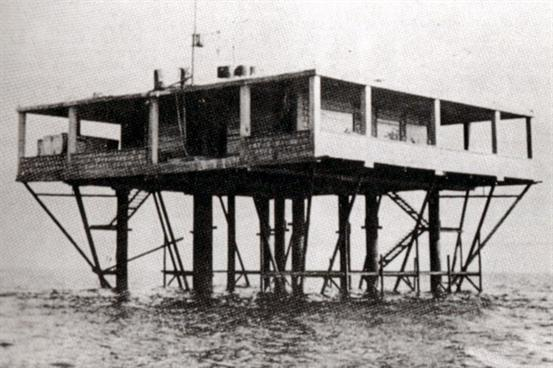